# Bahía Allen Gardiner
Bahía Allen Gardiner är en vik i Chile.   Den ligger i regionen Región de Magallanes y de la Antártica Chilena, i den södra delen av landet, 2 400 km söder om huvudstaden Santiago de Chile.
Trakten runt Bahía Allen Gardiner består i huvudsak av gräsmarker. Trakten runt Bahía Allen Gardiner är nära nog obefolkad, med mindre än två invånare per kvadratkilometer.